# ریت، آلمان
ریت، آلمان (به آلمانی: Riet, Germany) یک سکونتگاه مسکونی در آلمان است که در بادن-وورتمبرگ واقع شده‌است.

## خصوصیات
ریت ۹۵۶ نفر جمعیت دارد.